# Національний музей «Чорнобиль»

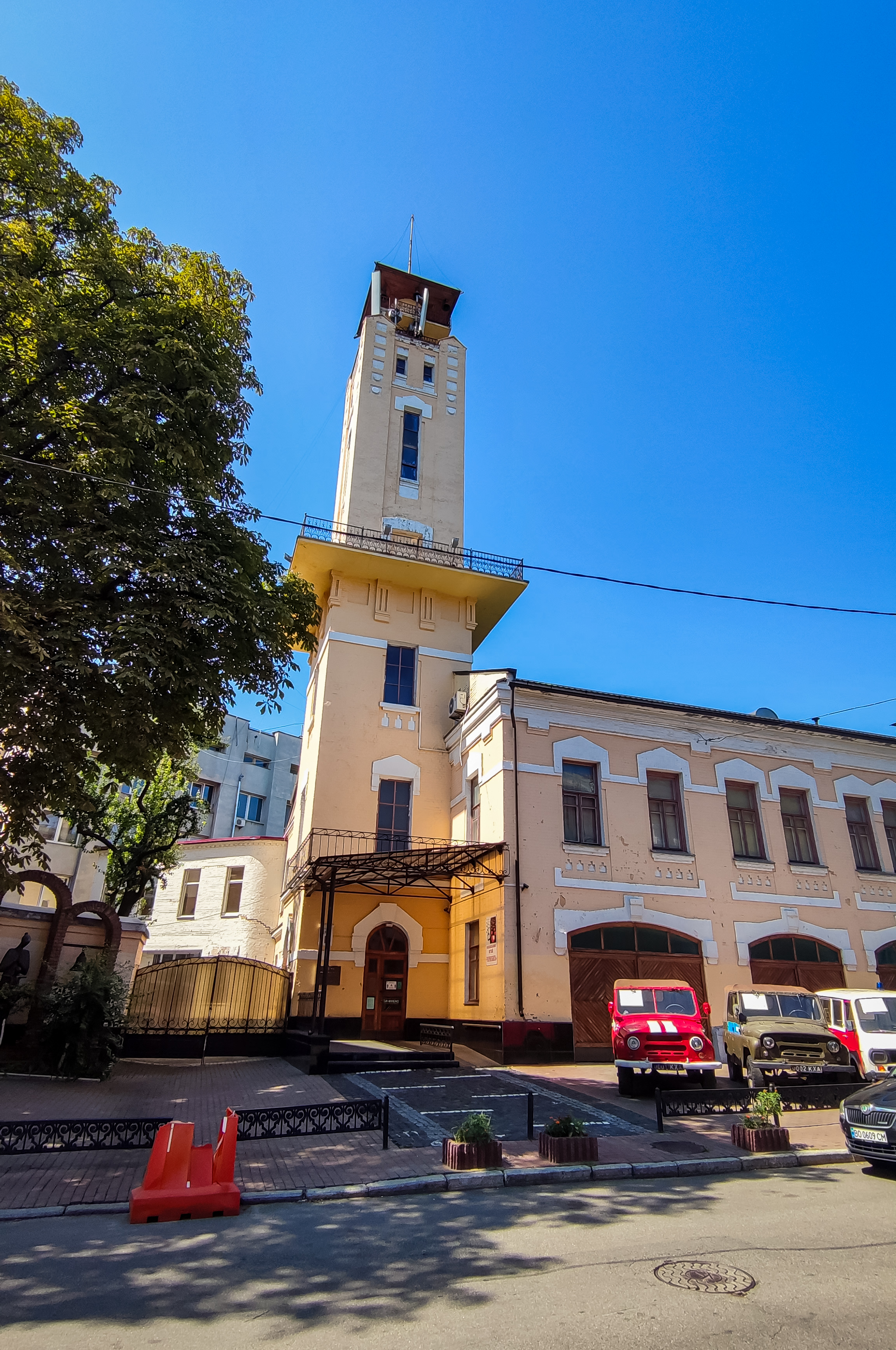
Пожежне депо, Київ, Хорива пров., 1

Національний музей «Чорнобиль» — музей у Києві, присвячений Чорнобильській катастрофі 1986 року.

## Історія створення

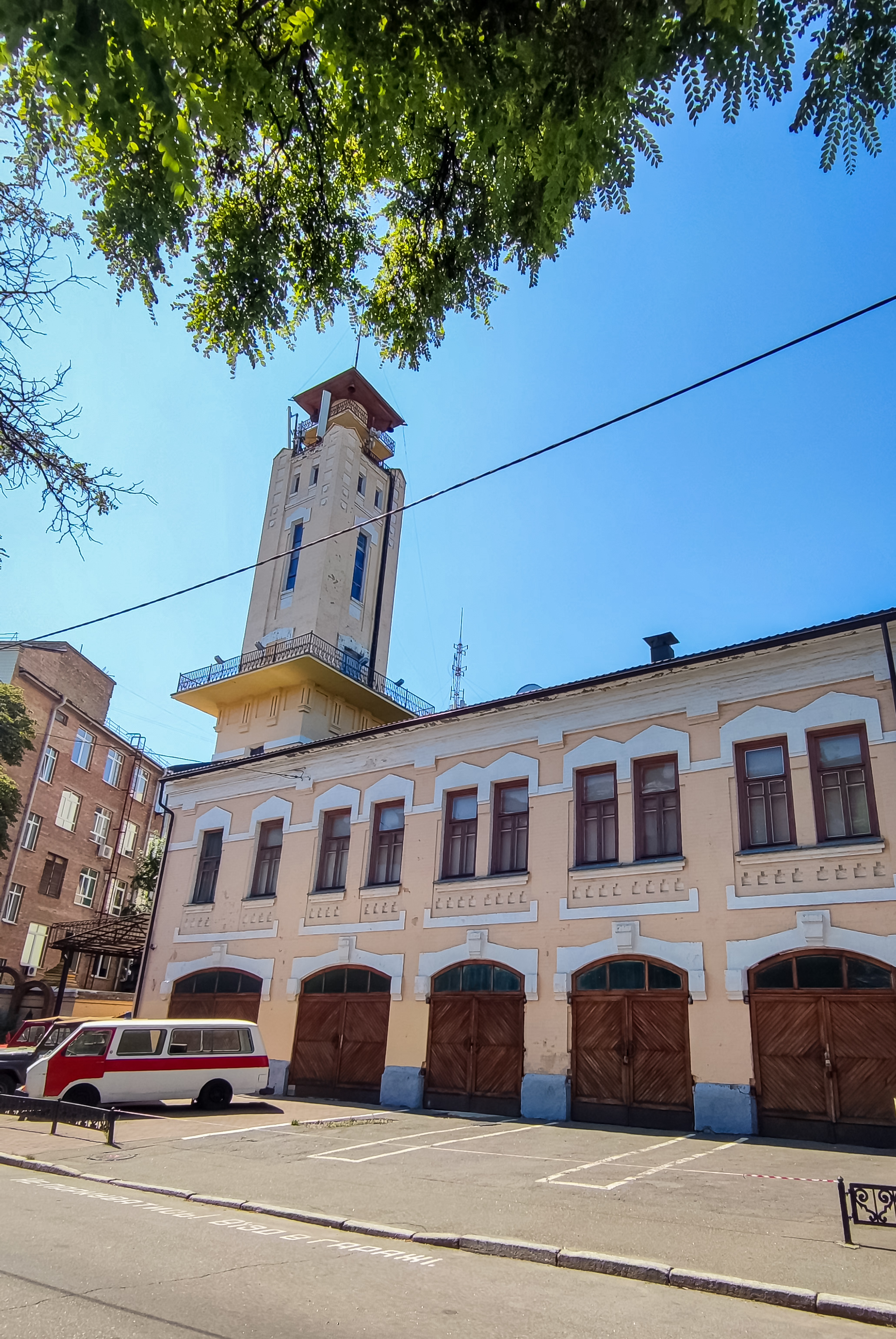
Пожежне депо, Київ, Хорива пров., 1

Музей відкрито 25 квітня (на офіційному сайті музею вказана дата 26 квітня) 1992 року за ініціативою Міністерства внутрішніх справ України у спеціально реконструйованому історичному будинку Пожежної каланчі — пам'ятнику архітектури початку XX ст., в якому пізніше розміщувалось Подільське пожежне депо (тут та у сусідньому будинку у 1980-х роках розміщувалося Київське обласне управління пожежної охорони, яке взяло на себе основний удар з гасіння пожежі на ЧАЕС). 1996 року музею надано статус Національного.

## Експозиція

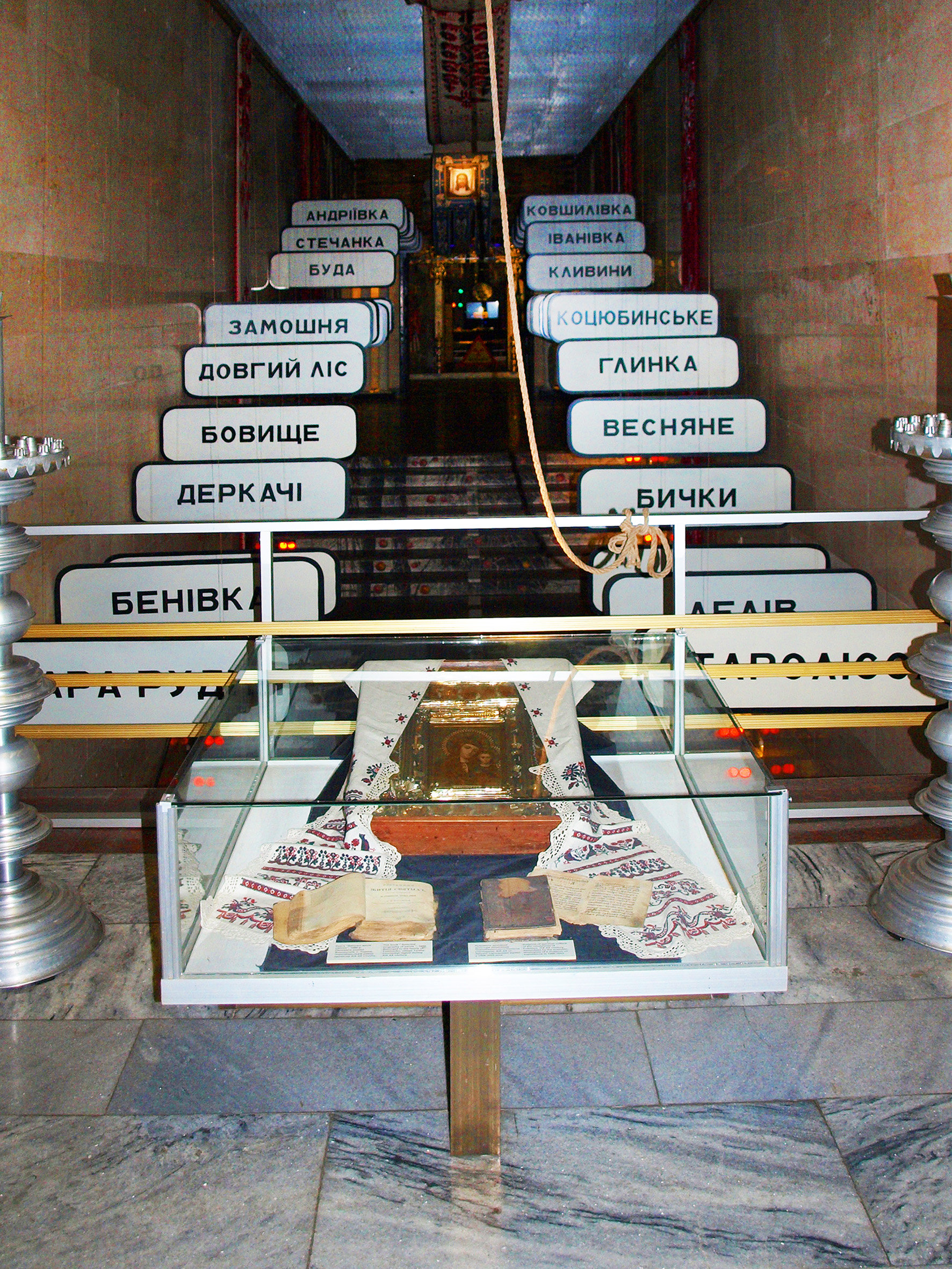
Назви зниклих населених пунктів Чорнобильської зони.

Експозиція налічує близько семи тисяч експонатів — розсекречені документи, карти, фотографії, пам'ятки народної архітектури Полісся, зібрані експедиціями музею у Чорнобильській зоні відчуження. Експозиція розповідає про героїчну, самовіддану працю людей багатьох професій — цивільних і військових — по ліквідації наслідків найбільшої техногенної та радіоекологічної катастрофи сучасності — ядерної аварії на Чорнобильській АЕС; зображує постчорнобильську екологічну ситуацію в Україні, міжнародне співробітництво з питань обмеження наслідків Чорнобильської катастрофи. Оснащена експозиція сучасними аудіовізуальними та інформаційно-довідковими технічними засобами, макетами у дії, які розширюють хронологічні та тематичні рамки музею, підсилюють правдивість діючої експозиції, а електронна «Книга пам'яті учасників ліквідації наслідків аварії на Чорнобильській АЕС» дає можливість ширше осягнути масштаби трагедії через долі тисяч людей.
Тут можна побачити унікальні відеоматеріали про катастрофу і її наслідки, трифазову діораму у дії «Чорнобильська АЕС до, під час та після аварії», макет енергоблоку ЧАЕС у дії, які розширюють хронологічні та тематичні межі музею, підсилюють правдивість експозиції. Розсекречені документи, карти, фото, особисті речі, історичні реліквії, що зберігаються в музеї, є результатом науково-дослідної та пошукової роботи науковців музею, спеціальних експедицій у Чорнобильську зону відчуження, у постраждалі від радіаційного забруднення регіони України. Чимало представлених у музеї документів оприлюдненні вперше. Девіз музею «Est dolendi modus, non est timendi» («Є межа у печалі, тривога не має межі»). Щорічно музей відвідують десятки тисяч екскурсантів, представники 82-х країн світу залишили свої враження у Книзі відгуків. Музей підтримує зв'язки з багатьма установами та громадськими організаціями в Україні та за кордоном, проводить численні тематичні виставки, серед них і міжнародні, пов'язані з відлунням Чорнобиля у світі, проводить не тільки екскурсії, а й уроки пам'яті, зустрічі, конференції, диспути, музично-поетичні вечори, конкурси, екологічні свята, кінолекторії. За роки існування музей став музеєм національної трагедії, музеєм-пам'яттю, музеєм-надією, музеєм — символом нездоланності українського народу в найстрашніших випробуваннях. Незвичайність, силу емоційного впливу та філософський зміст його експозиції відмічають відвідувачі та преса багатьох країн світу.
Поруч з музеєм встановлено скульптурну композицію «Надія на майбутнє».
Колишній директор музею — Гладуш Іван Дмитрович, учасник ліквідації наслідків аварії на Чорнобильській АЕС.

## Галерея

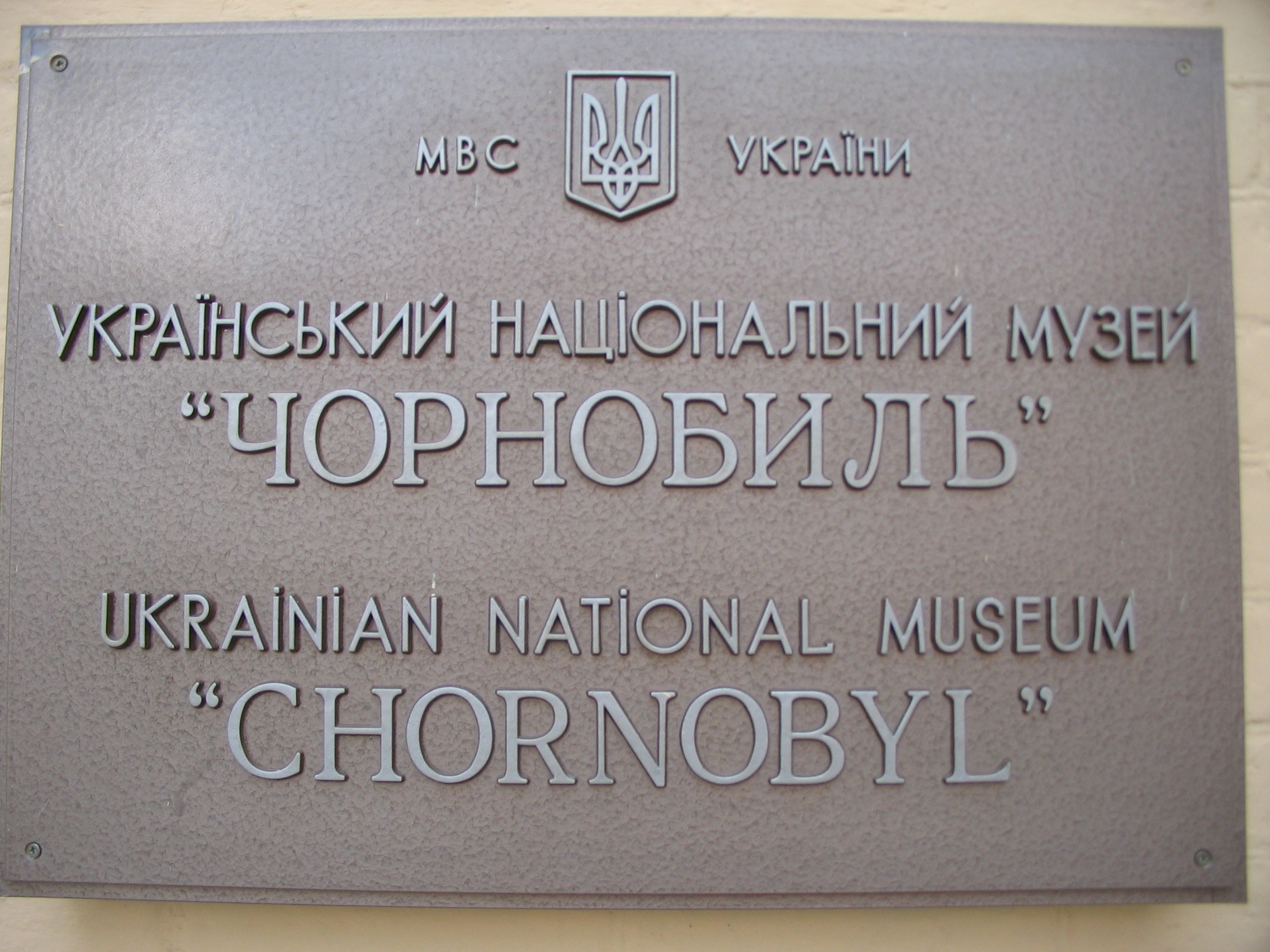
Дошка з назвою музею біля входу
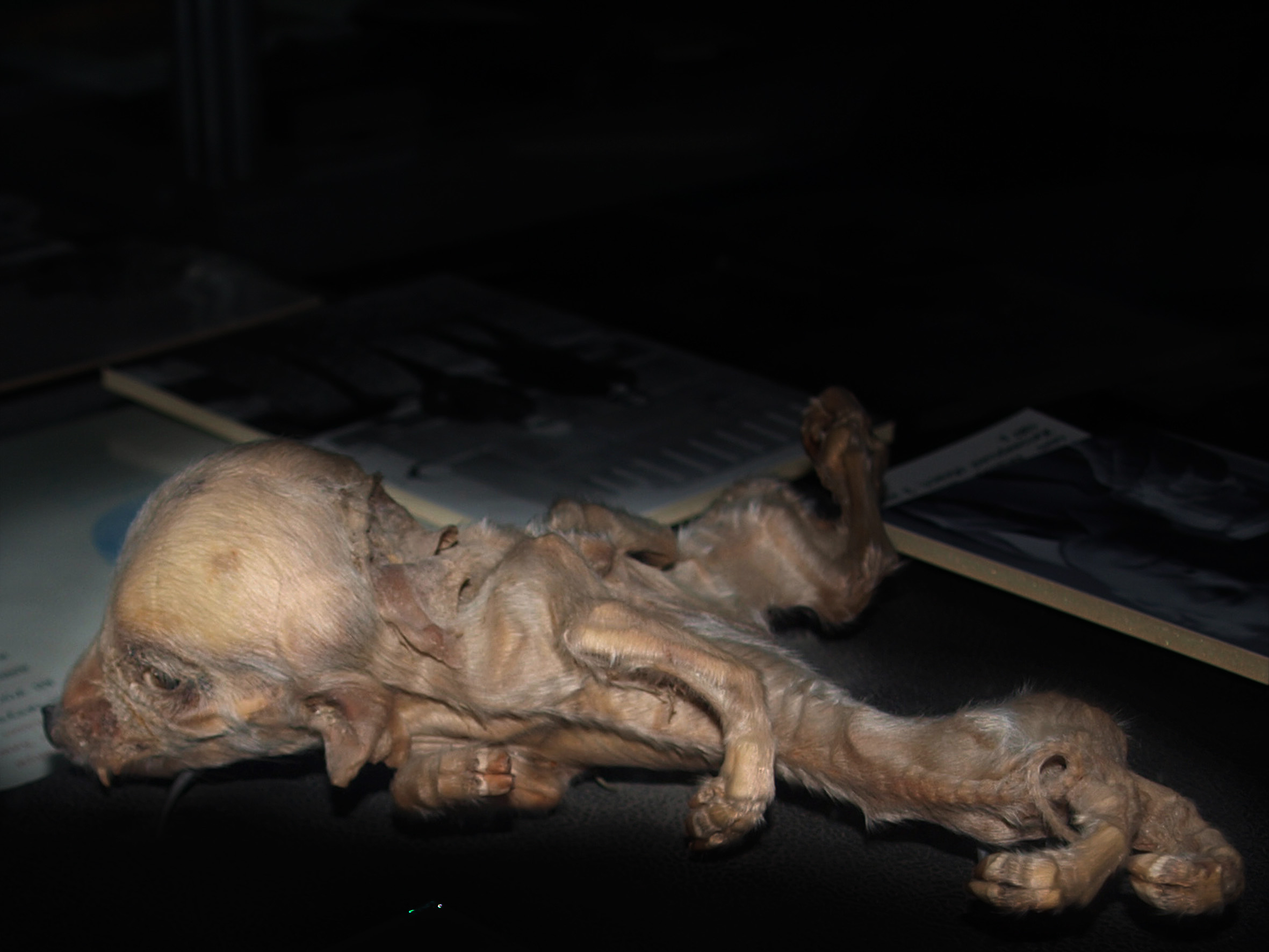
Чорнобильське порося. Неповне розділення голови у двох однояйцевих близнюків.
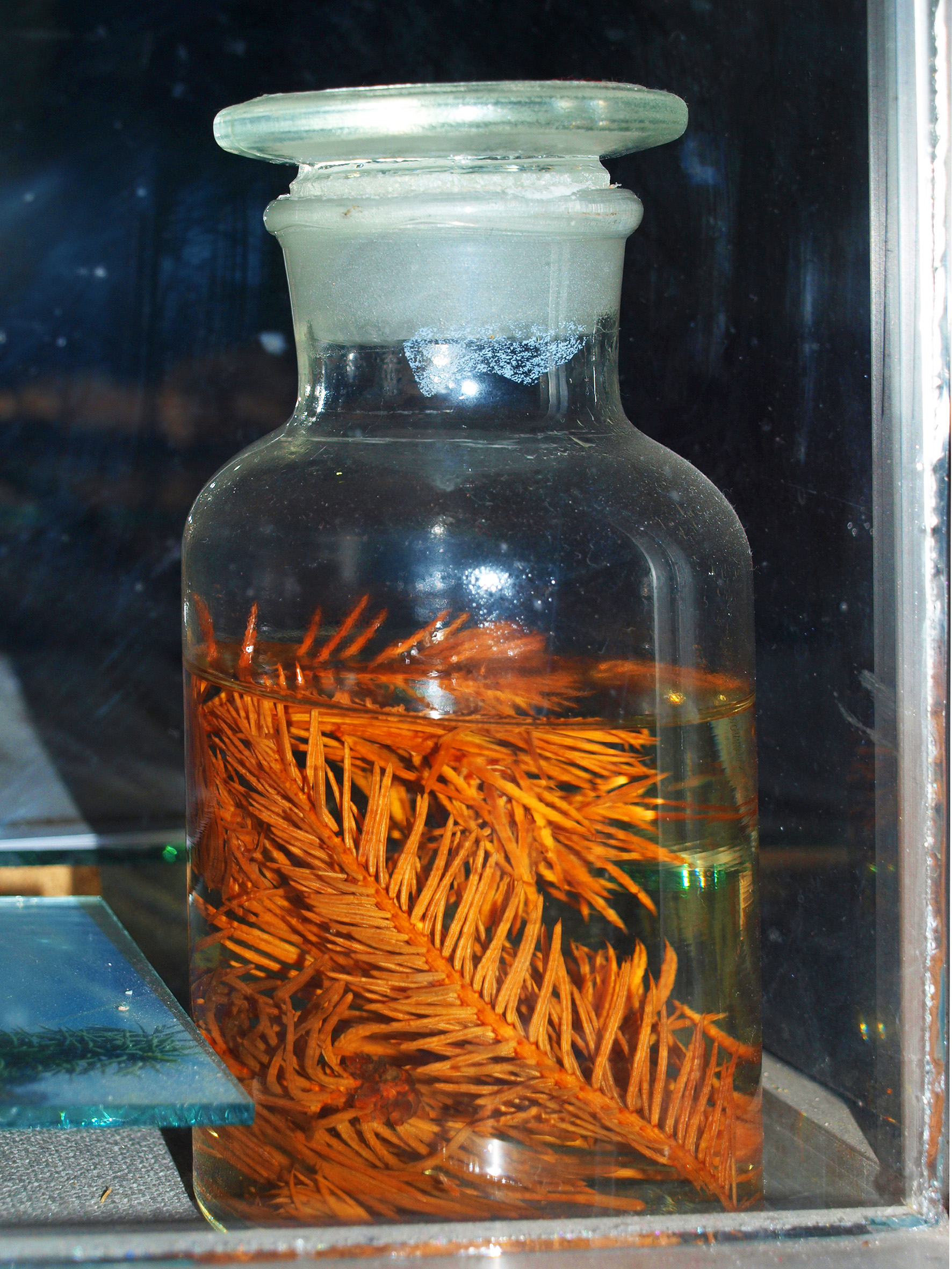
Морфогенетичні зміни ялини звичайної. Рудий ліс
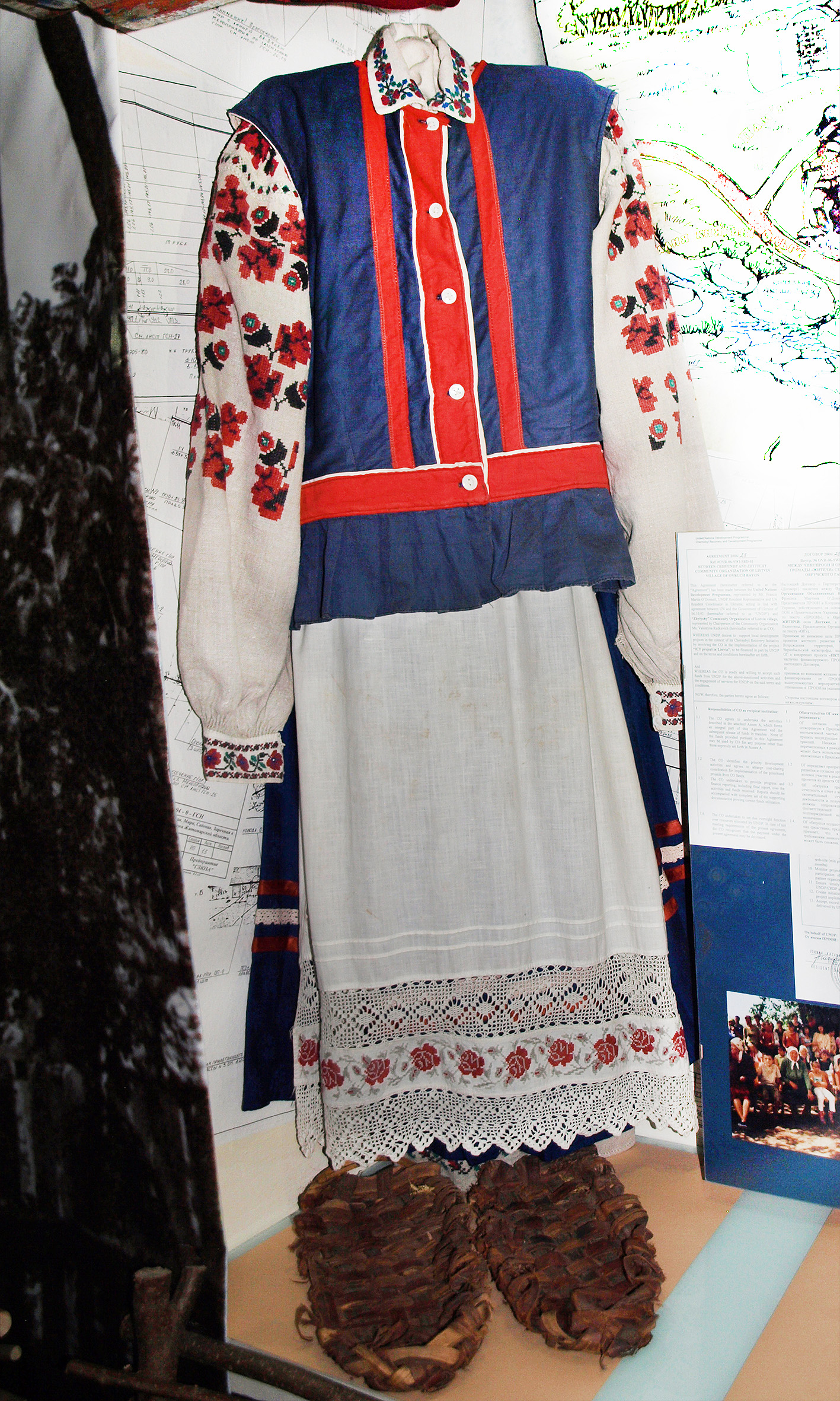
Поліське народне вбрання із Чорнобильської зони
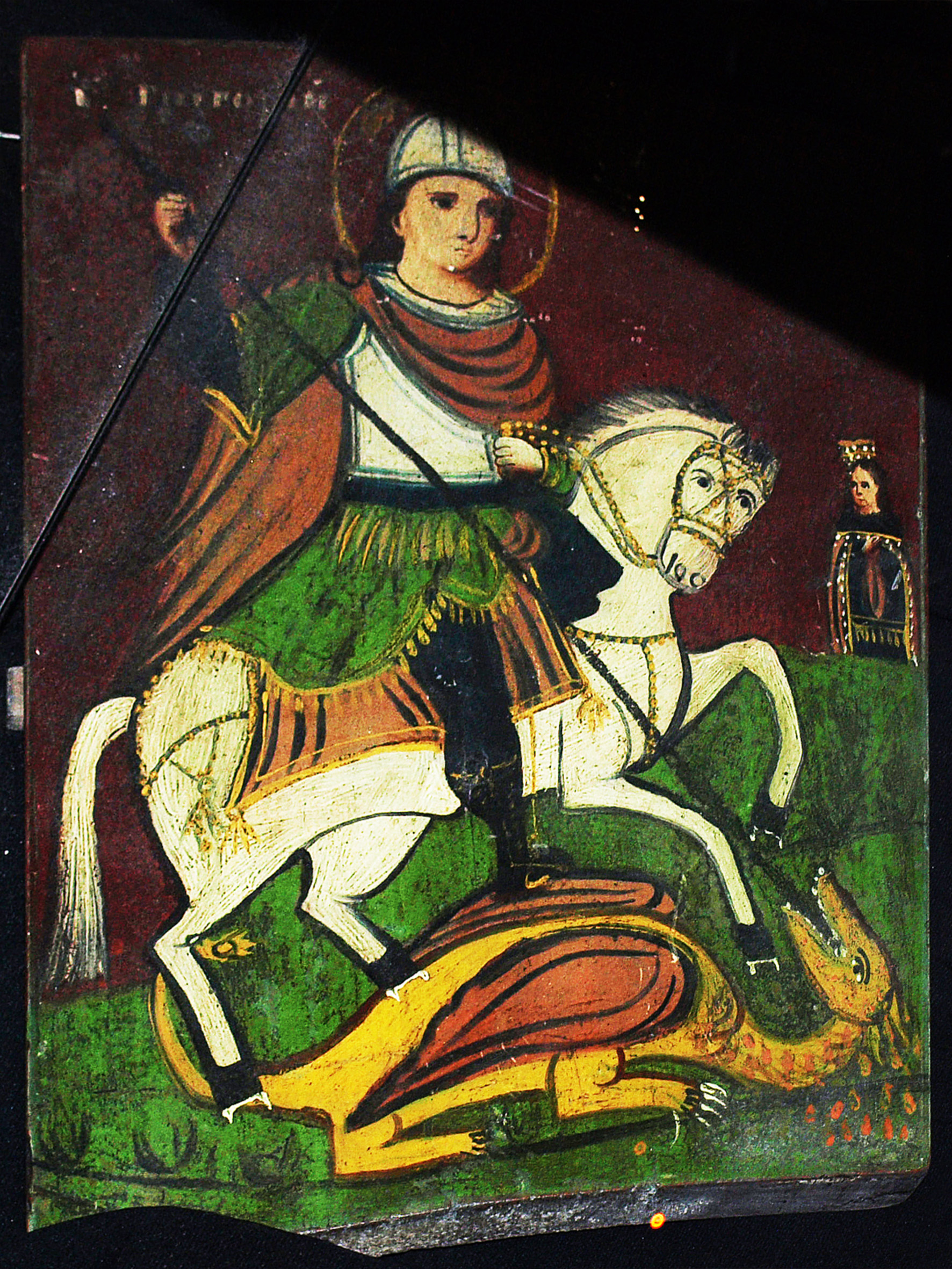
Ікона Георгія Переможця із Чорнобильської зони.
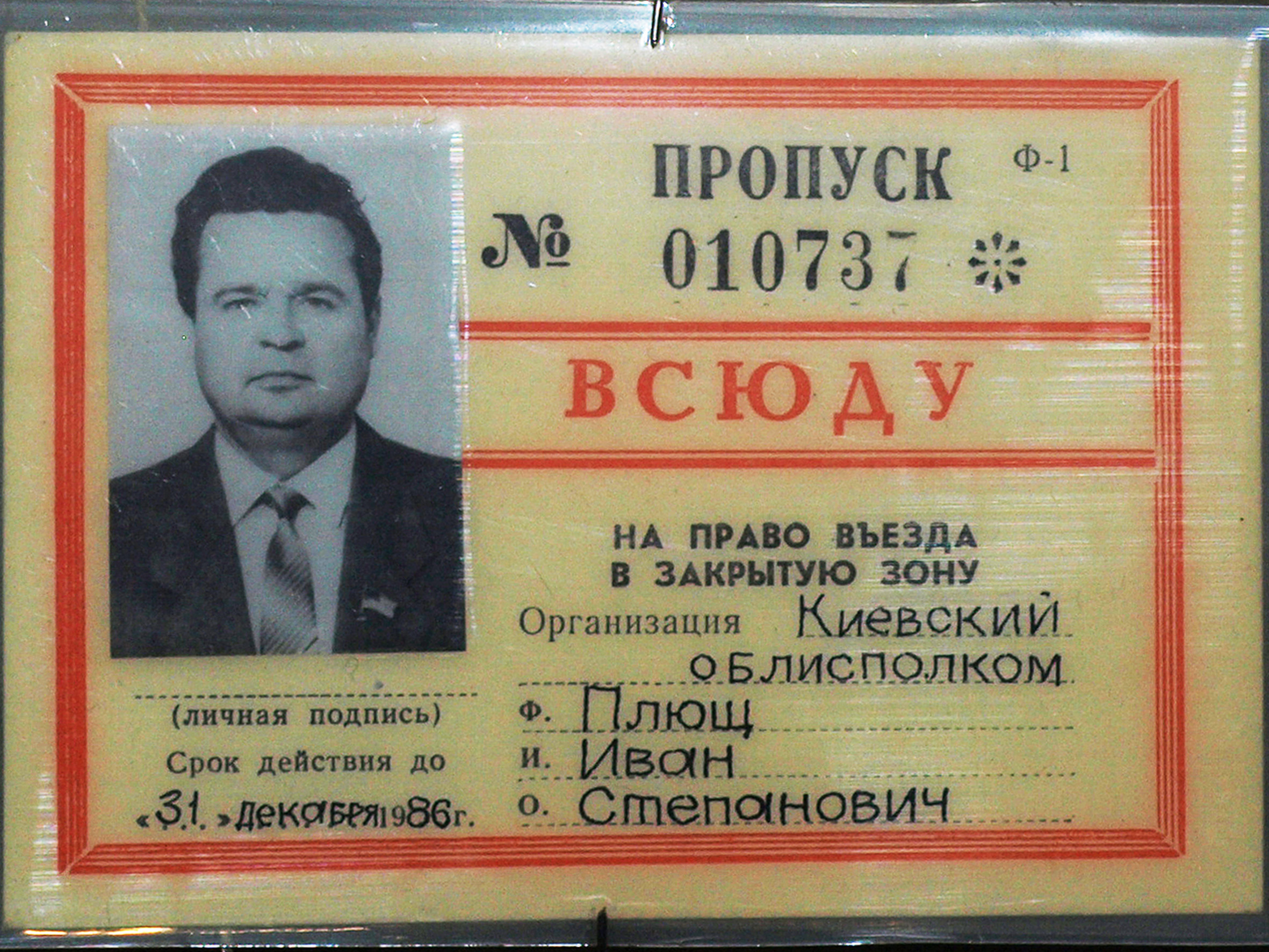
Перепустка в Чорнобиль Івана Плюща
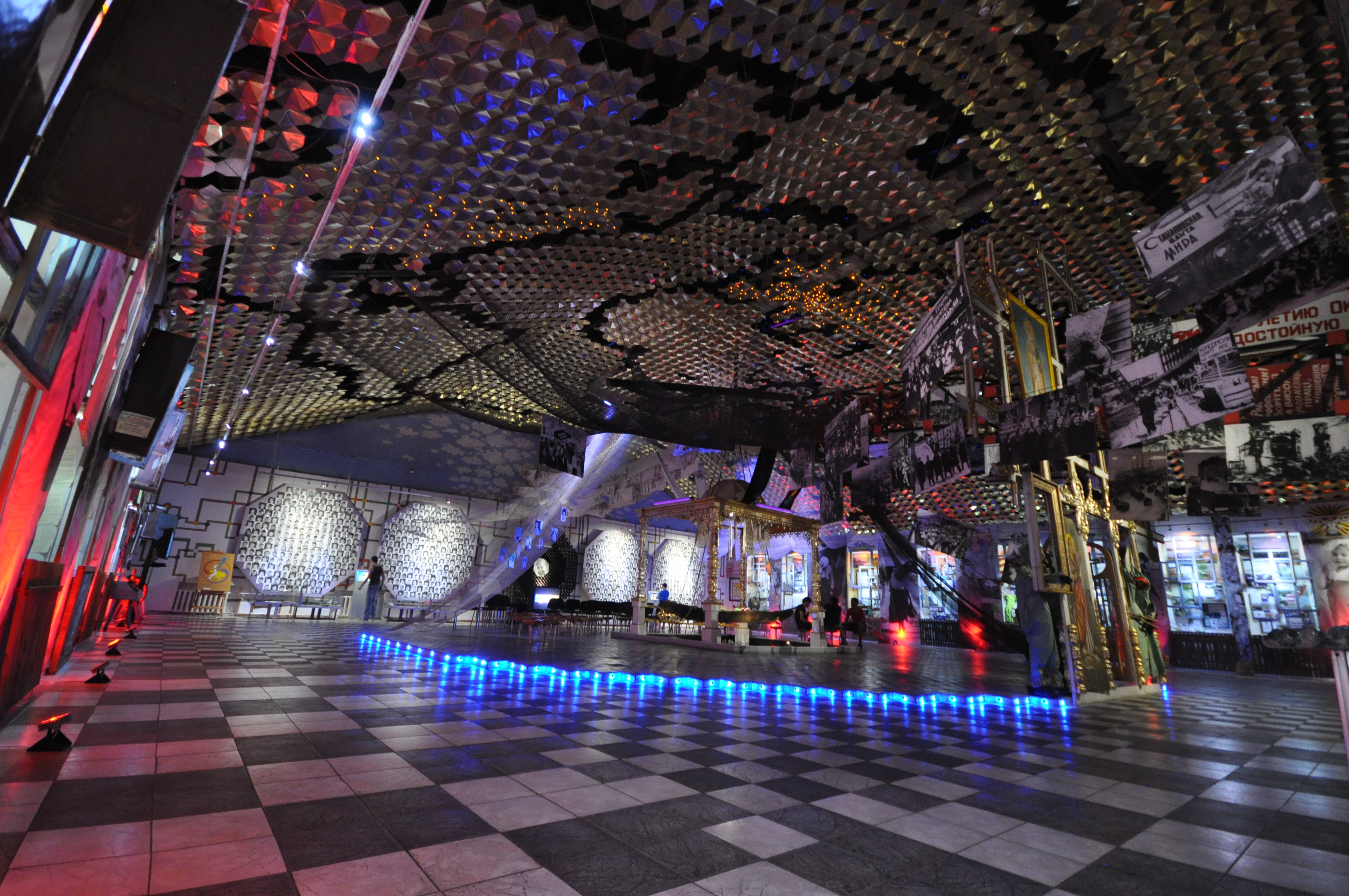
Експозиції музею
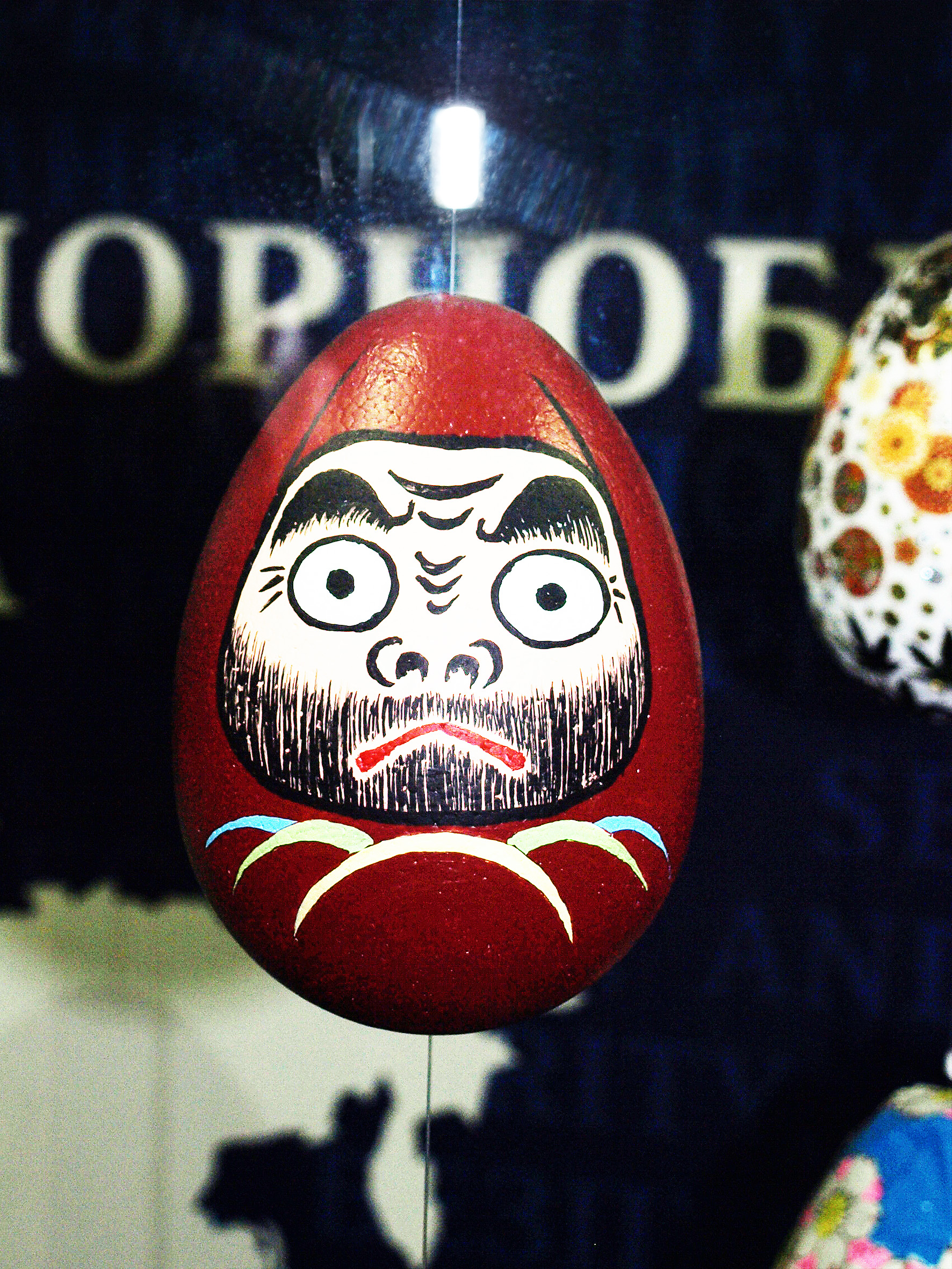
Японська писанка як символ відродження України та Японії після Чорнобильської та Фукусімської катастроф

## Джерело
- Веб-енциклопедія Києва.